# Charles Frederick Briggs
Pour les articles homonymes, voir Briggs.
Charles Frederick Briggs, né en 1804 à Nantucket (Massachusetts) et mort en 1877, est un journaliste et un auteur américain, également connu sous le pseudonyme « Harry Franco », qui a écrit Les Aventures de Harry Franco en 1839, suivies par une série d'œuvres offrant un portrait plus ou moins humoristique de la vie à New York.

## Biographie
Briggs est marin à Nantucket puis épicier-grossiste. Devant le succès soudain de son roman Les Aventures de Harry Franco, il décide de poursuivre une carrière de journaliste.
Briggs lance le Broadway Journal en 1844 à New York. Il prend en charge la partie rédactionnelle et sollicite les contributions, tandis que son associé, l'ancien instituteur John Bisco, s'occupe des questions d'édition et de finances. En décembre de la même année, James Russell Lowell écrit à Briggs, à qui il recommande Edgar Allan Poe pour un emploi dans snon nouveau magazine. Poe devient rédacteur en chef associé de la publication en janvier 1845, puis corédacteur en chef et l'un des trois propriétaires un mois plus tard. Bien que Poe soit l'un des trois propriétaires du journal, Briggs ne l'a jamais considéré comme un partenaire mais « seulement un assistant ». En juin 1845, Briggs se retire devant les difficultés financières et, en octobre, Bisco vend ses parts du magazine à Poe pour 50 $ (Poe paie avec un billet signé par Horace Greeley). Le magazine disparaît le 3 janvier 1846.
C. F. Briggs travaille plus tard comme rédacteur en chef dans diverses autres publications, notamment Holden's Dollar Magazine et le Putnam's Magazine (1853-1856) en rapport avec George William Curtis et Parke Godwin. Plus tard, il sert dans l'équipe du New York Times, de l'Evening Mirror, du Brooklyn Union et, enfin, de l'Independent.

## Source
- (en) Cet article est partiellement ou en totalité issu de l’article de Wikipédia en anglais intitulé « Charles Frederick Briggs » (voir la liste des auteurs).